# 项致庄
项致庄（1894年—1946年），名宗羽，字致庄，号志壮，男，浙江杭县人（一说湖州人），中华民国政治人物，國民革命軍軍人，在中國抗日戰爭期間叛逃投靠汪精衛國民政府，並擔任浙江省省长、杭州绥靖公署主任兼浙江省保安司令。中華民國抗日戰爭勝利後被判漢奸罪遭到槍斃。

## 生平
光緒三十一（1905）年，項致莊進入湖南陸軍小學堂就學，光緒三十四（1908）年畢業，為該校第一期生。民國三（1914）年考入保定陸軍軍官學校，為第三期砲兵科。民國五（1916）年畢業後，轉往廣東。
項的軍旅初期生涯的實際履歷少有記載，但他在軍旅生涯早期即投靠孫中山主政的廣州國民政府，在黃埔軍校開辦時已在擔任該校上校砲兵戰術教官。
國民革命軍北伐期間，項致庄擔任國民革命軍教導第1師砲兵團團長。北伐結束後，教導第一師砲兵團升格為砲兵隊，隊長仍由項致莊續任。在教導第1師與首都警衛司令部合併為首都警衛師後，砲兵隊升格為炮兵旅。項致莊續任該旅上校旅長。由於警衛師後來經歷增編與改組，警衛師所屬炮兵旅也從首都衛戍部隊抽出，先是改名為警衛軍砲兵旅，1932年1月先更名為陸軍獨立砲兵第一旅，在1932年5月改制為國民革命軍砲兵第七團，項致莊則在此時離開砲七團，在同年5月升任砲兵學校少將教育處長。
1933年6月，砲兵學校教育長由邵百昌接任，項致莊改任軍委會訓練總監部參事。
項致莊在南京國民政府期間轉入政界始於陳果夫擔任江蘇省政府主席時代，項與陳果夫存在遠戚關係，為陳果夫之外甥。由於陳果夫企圖從黨務體系連結軍事體系，因此江蘇省保安團的建立即從國民革命軍中邀攬了自己的親戚，項致莊在1933年10月由軍委會訓練總監部調往江蘇省政府，擔任中將保安處長兼省保安副司令，訓練江蘇省保安團。在江蘇省任職期間，項致庄結識了當時任職江蘇省教育廳長周佛海，並聽信周佛海對中日關係的見解。在中日抗戰爆發後，項致庄返回軍界擔任抗日戰爭第三戰區炮兵副總指揮官，但最後在1942年11月在浙江省視察炮兵業務期間叛逃，投靠汪精衛主政的中華民國政府。
在汪精衛政權任職期間，項致庄成為周佛海少數可以信任的軍事將領，因此持續晉升給予要職，在投降前曾擔任浙江省省長。
日本投降後在上海躲藏，1945年9月27日遭到軍統逮捕，後以漢奸罪求處死刑。1946年11月26日早上在南京雨花台槍斃。